# Saturnustemplet

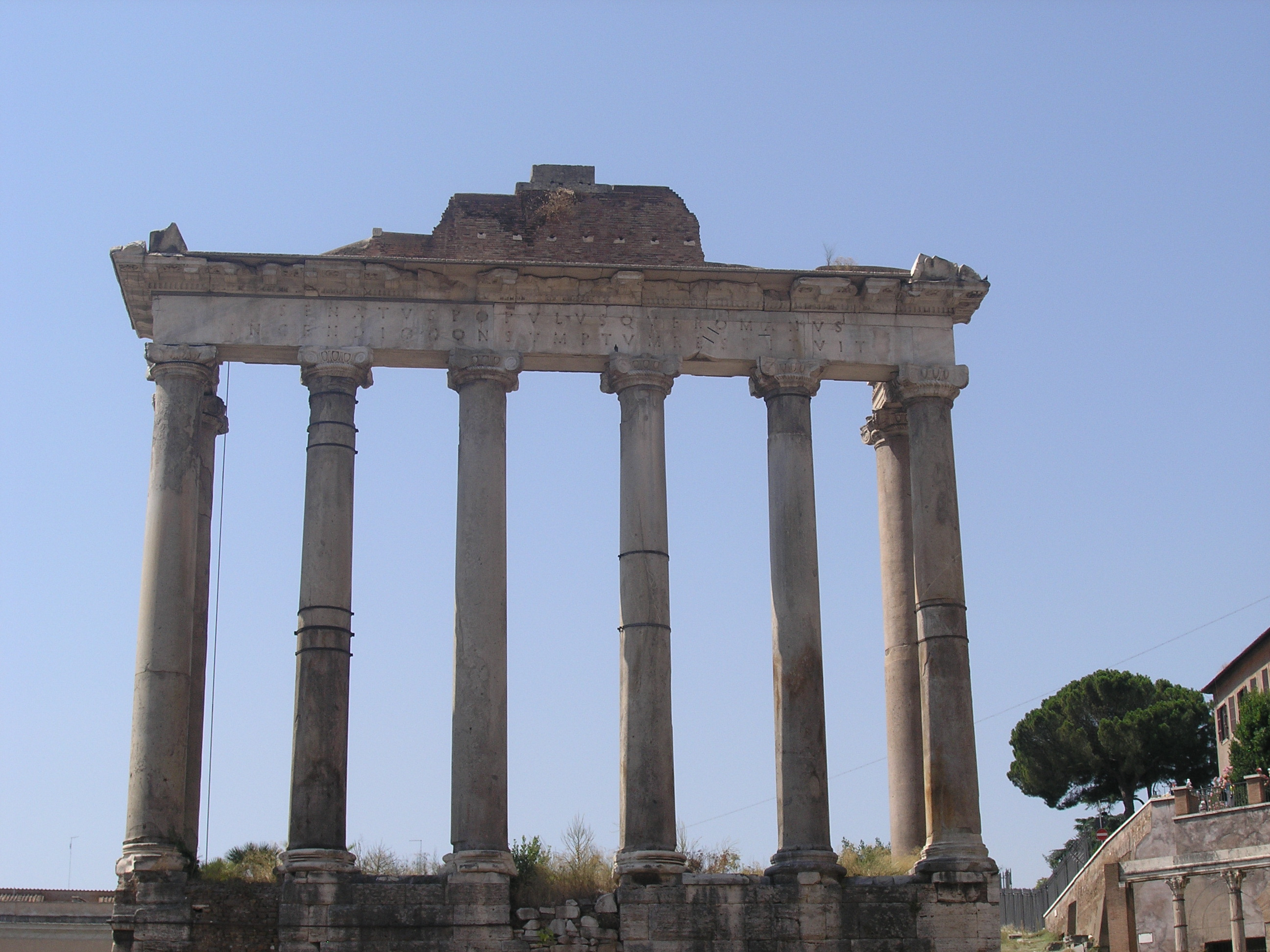
Saturnustemplet på Forum Romanum.

Saturnustemplet är beläget på Forum Romanum i Rom.
Templet grundades troligen 497 f.Kr. och representerade en uråldrig kult. De tolv lagtavlorna, bronsplattorna med grundlagen från republiken, var uppsatta i templet, och innanför podiets kraftiga murar förvarades den romerska statskassan. Platsens helighet borde ha gjort säkerheten total, men när Julius Caesar genomförde sin statskupp 49 f.Kr., lade han utan skrupler beslag på kassan.
Templet rekonstruerades flera gånger. Raden av kolonner som nu reser sig över podiet byggdes upp efter en eldsvåda omkring år 370 e.Kr. med hjälp av tillgängligt material från olika håll. Kolonnerna är av två sorters egyptisk granit och har inte exakt samma mått; marmorblocken i arkitraven är tagna från andra byggnader. Däremot är de joniska kapitälen med sina stora voluter typiska för senantiken och säkerligen nygjorda.
Frisens inskription lyder: